# Beweinung Christi

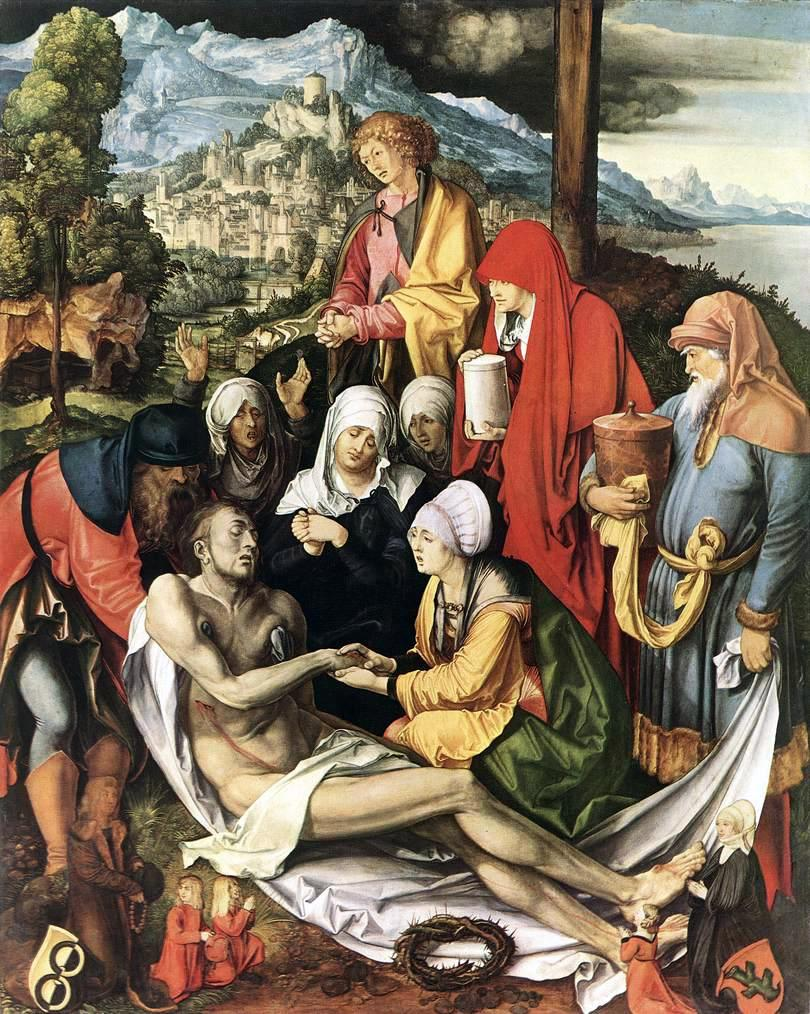
„Glimsche Beweinung“ von Albrecht Dürer (um 1500), München, Alte Pinakothek

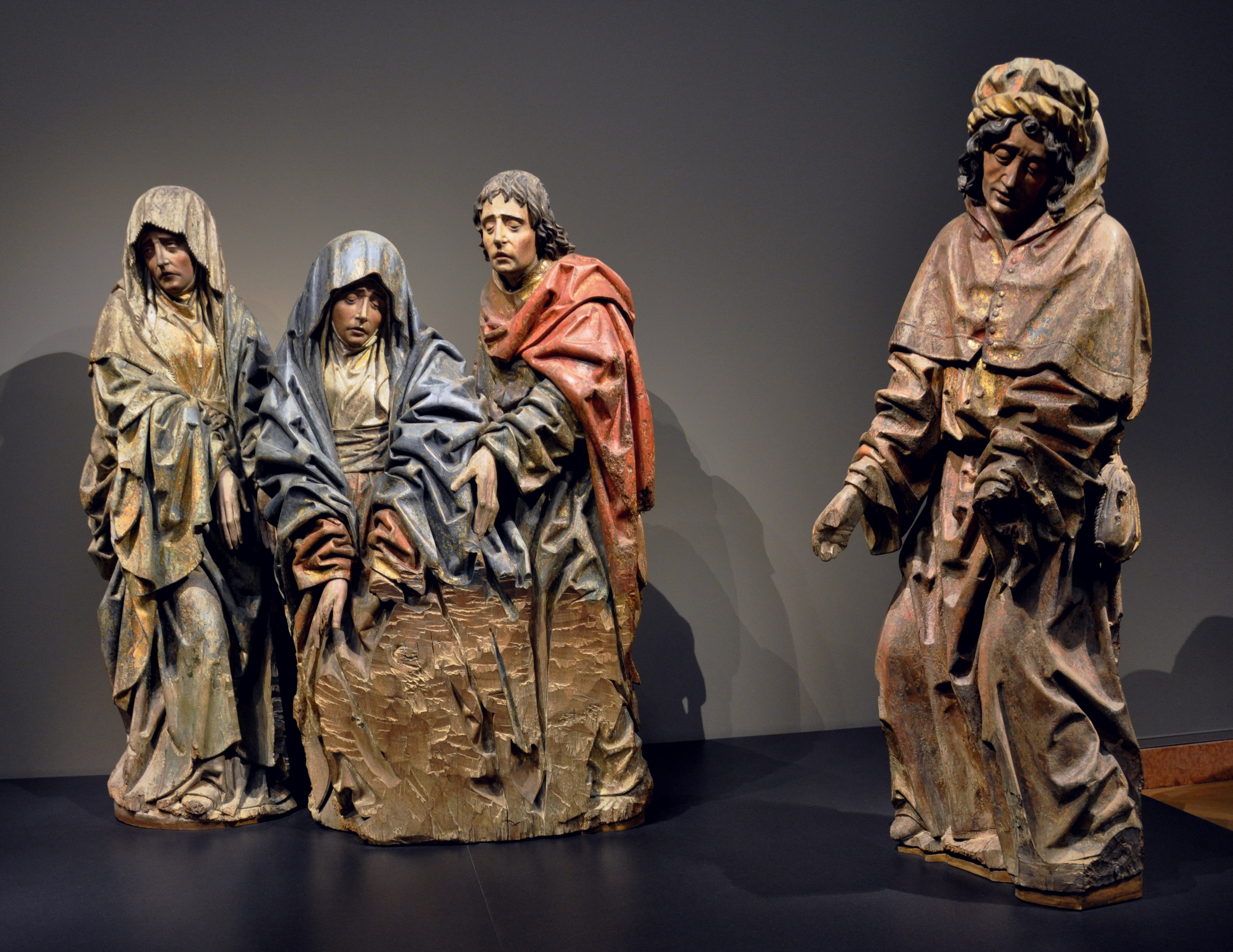
Beweinungsgruppe im Frankfurter Liebieghaus, südliche Niederlande, um 1500

Die Beweinung Christi nach der Abnahme seines Leichnams vom Kreuz und vor seiner Grablegung ist ein Motiv, das in der Malerei vom Spätmittelalter bis zum Barock vielfach dargestellt wurde und in der Kunstgeschichte mithin als eigenständiger Bildtypus klassifiziert wird. Das Ensemble, insbesondere als Skulptur, wird als Beweinungsgruppe bezeichnet, die mehrere gemeinsam trauernde Personen darstellt.

## Überlieferung
Die biblische Passionsgeschichte erwähnt eine Beweinung Christi nicht, auf die Kreuzabnahme erfolgt hier unmittelbar die Grablegung. Eine Anspielung sieht man aber in der Erwähnung:
„Alle seine Bekannten aber standen in einiger Entfernung (vom Kreuz), auch die Frauen, die ihm seit der Zeit in Galiläa nachgefolgt waren und die alles mit ansahen.“ (Lk 23,49 )
Ferner finden sich Hinweise auf diese Episode in mehreren apokryphen Schriften; popularisiert wurde sie im Mittelalter durch Mystiker wie Pseudo-Bonaventura. Die Beweinung hat sich demnach entweder auf Golgota – also am Fuße des Kreuzes – oder etwas später am Grab Christi zugetragen.

## Ikonographie

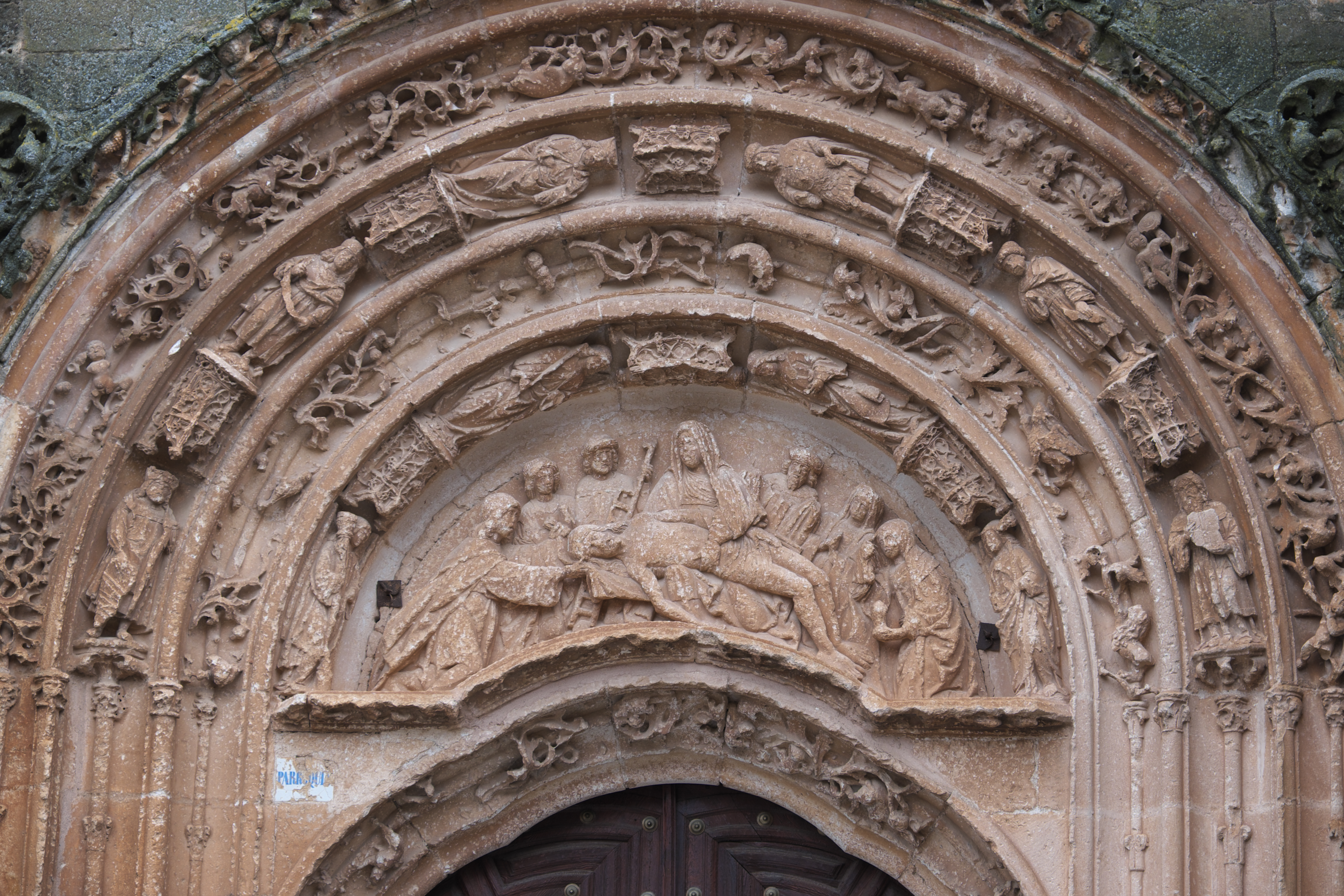
Francisco de Colonia(?) – Tympanon der Kirche von Villahoz, Burgos – Beweinung Christi mit Leichnam im Schoß Mariens (um 1505)

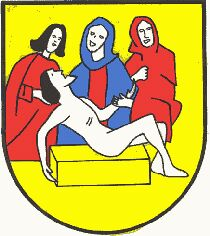
Wappen der Gemeinde Pinggau

An der Beweinung wie an der Grablegung Christi sind zumeist – mit Abwandlungen – sieben Personen beteiligt:
- Jungfrau Maria
- Johannes
- Joseph von Arimathia
- Nikodemus
- Maria Magdalena
- die Schwestern Maria des Kleophas und Salome

Im Gegensatz zur Pietà, wo die Mutter Gottes in der Regel als einzelne Person den auf ihren Knien ruhenden Leichnam Jesu beweint, ruht hier der Leichnam – umgeben von mehreren Personen – zumeist auf dem Boden. Manchmal wird Jesu Leichnam von Joseph von Arimathia (die Schultern) und Nikodemus (die Beine) gehalten; Maria ist einer Ohnmacht nahe.

## Bilder

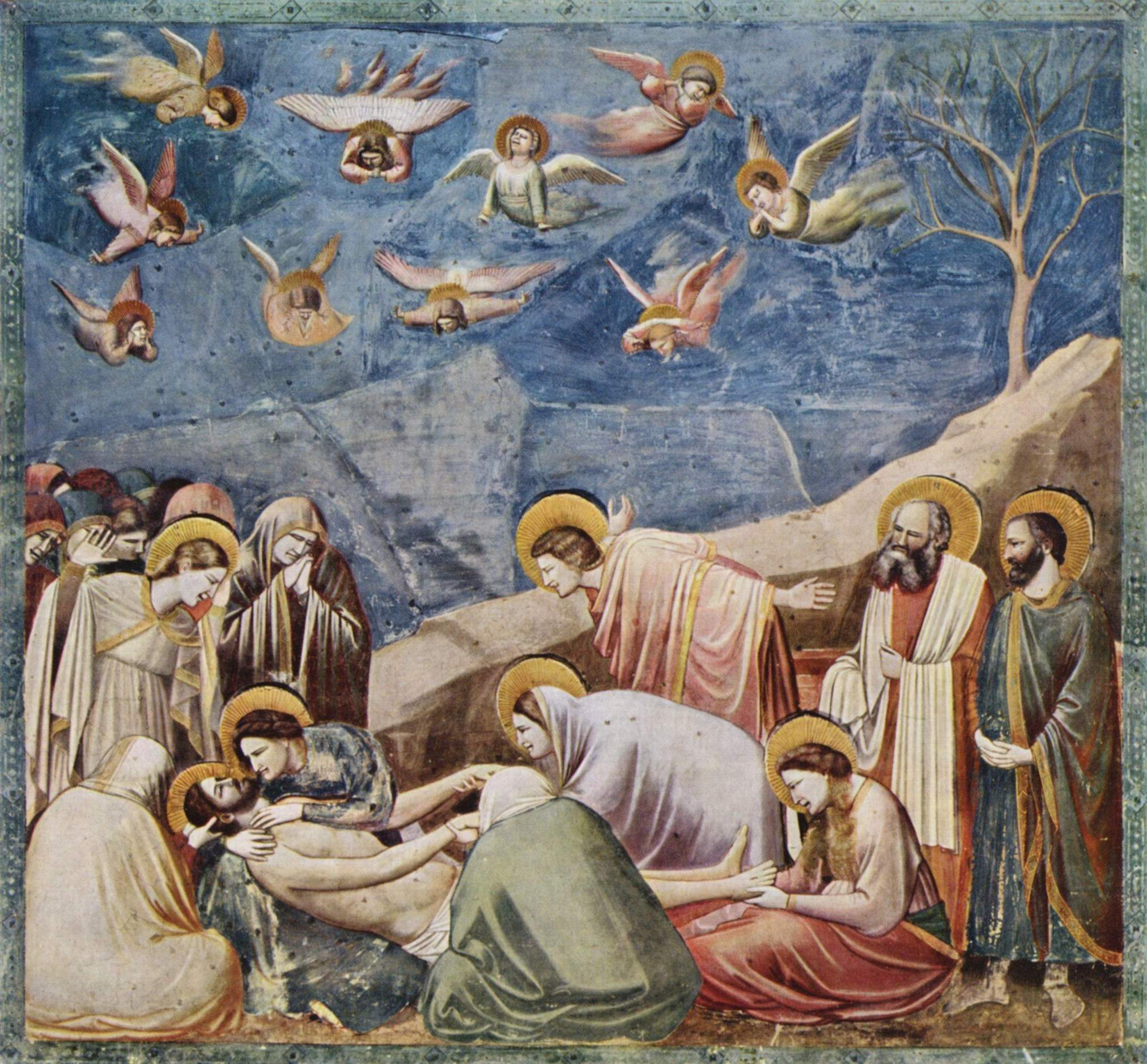
Beweinung Christi Giotto di Bondone
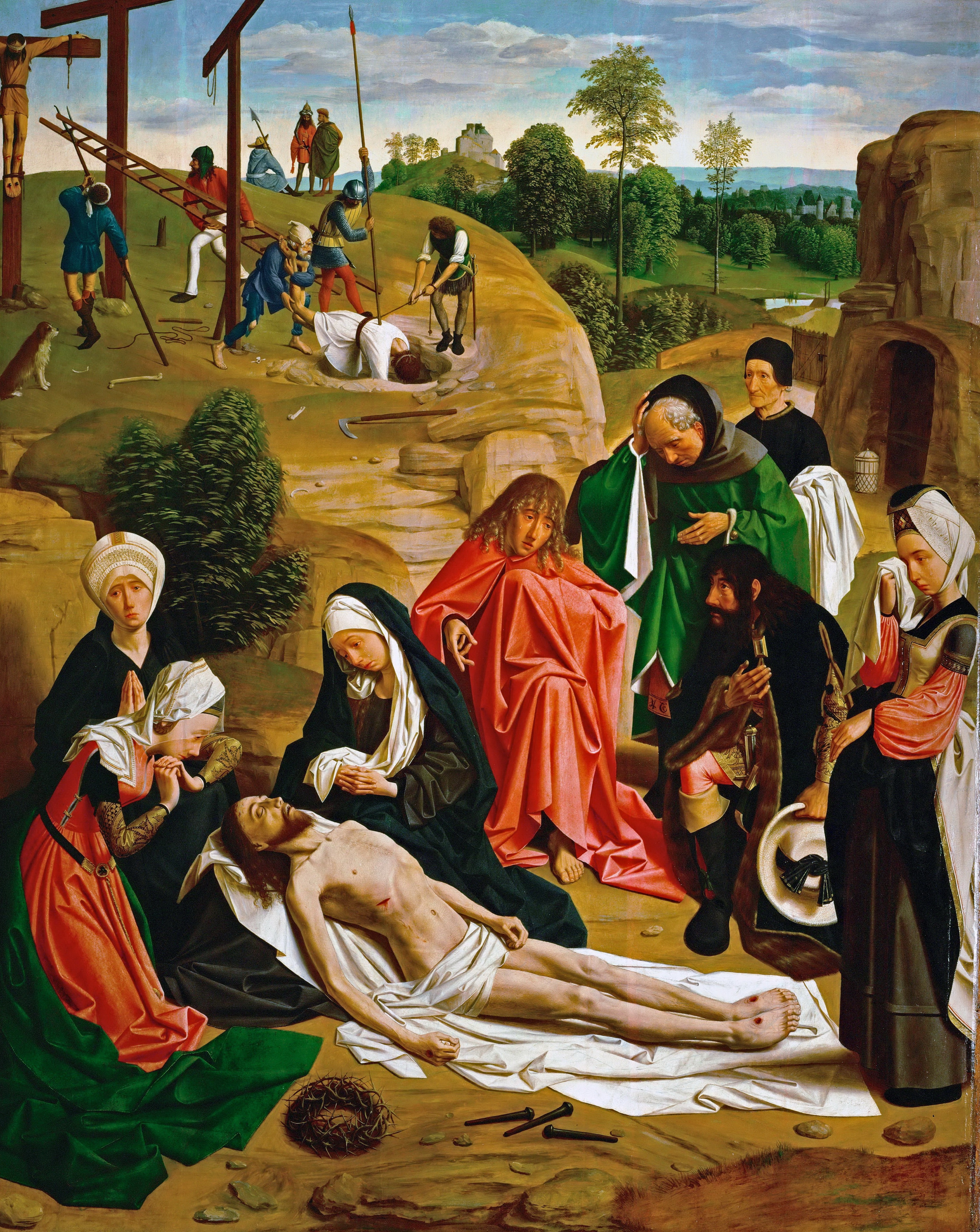
Geertgen tot Sint Jans
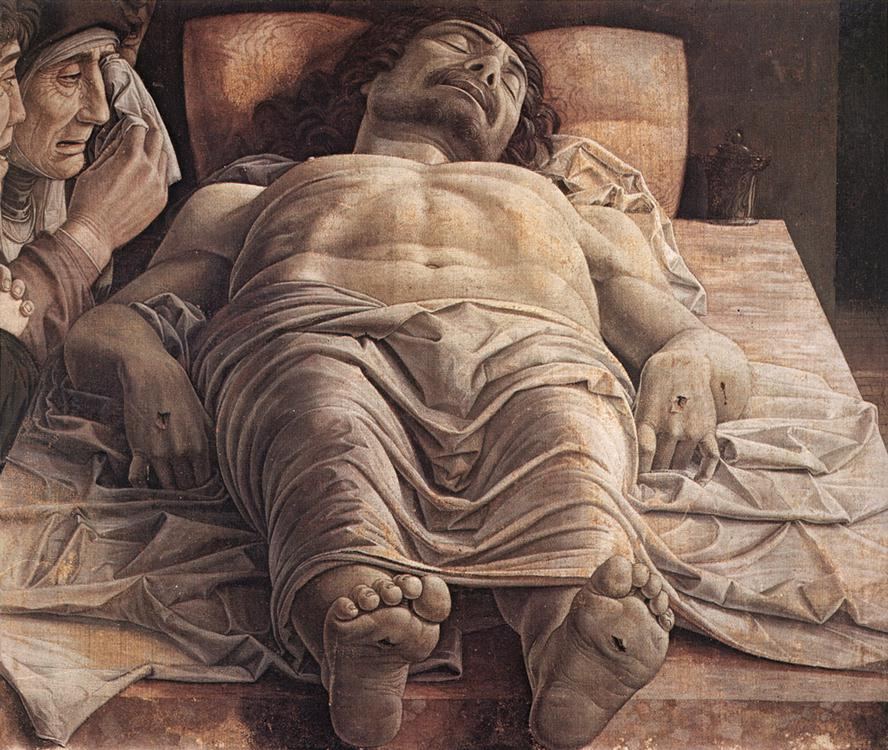
Andrea Mantegna
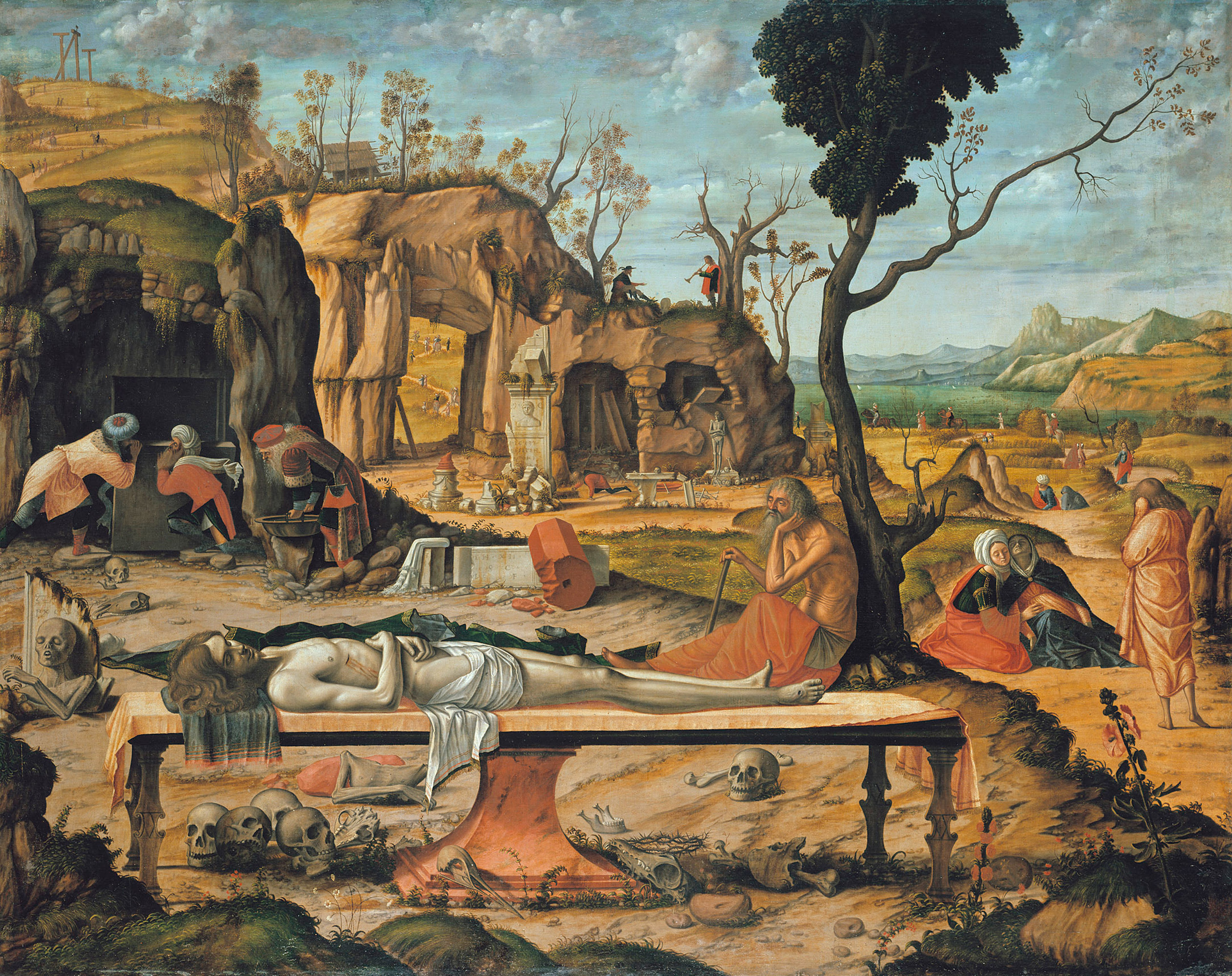
Carpaccio
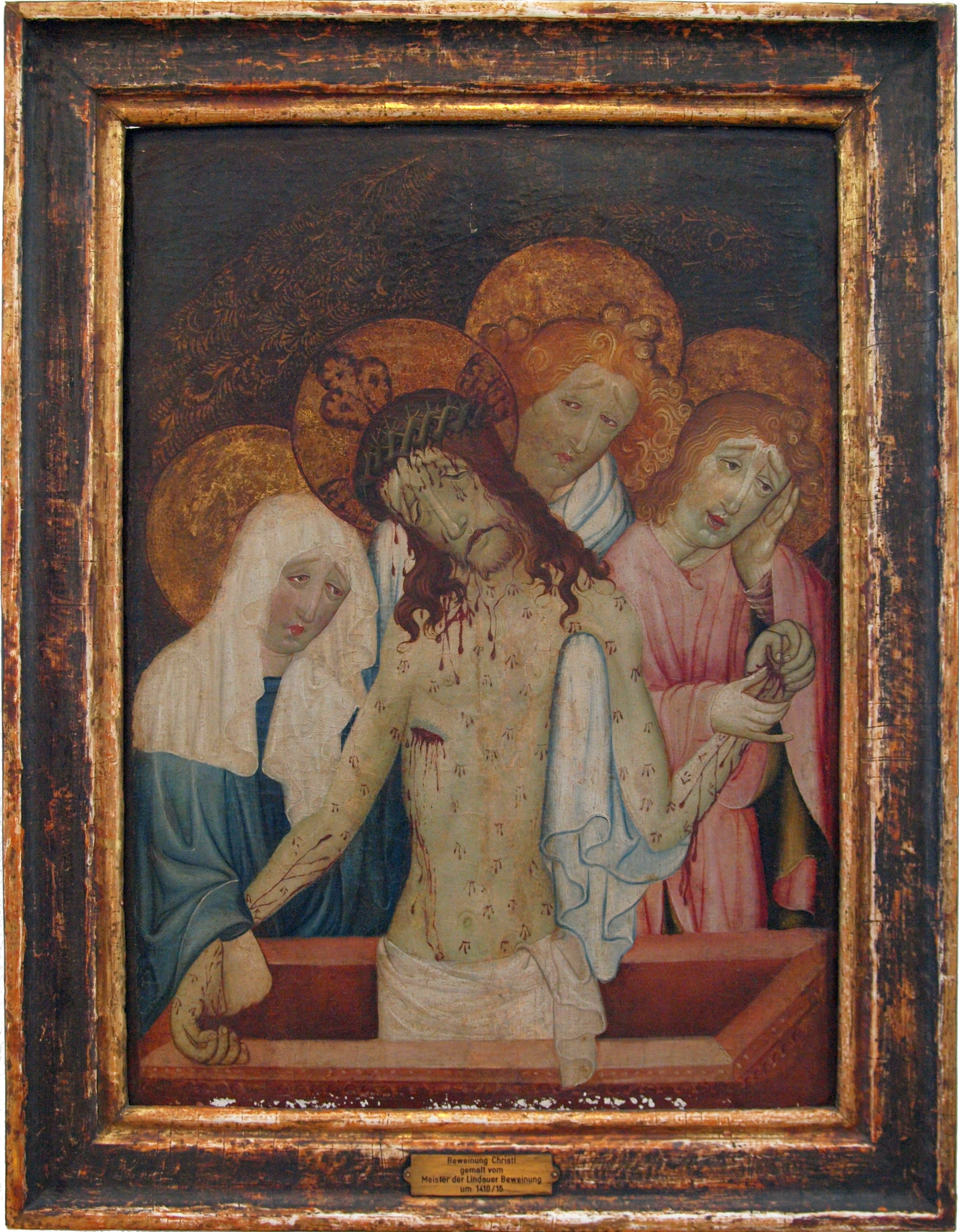
Lindauer Beweinung
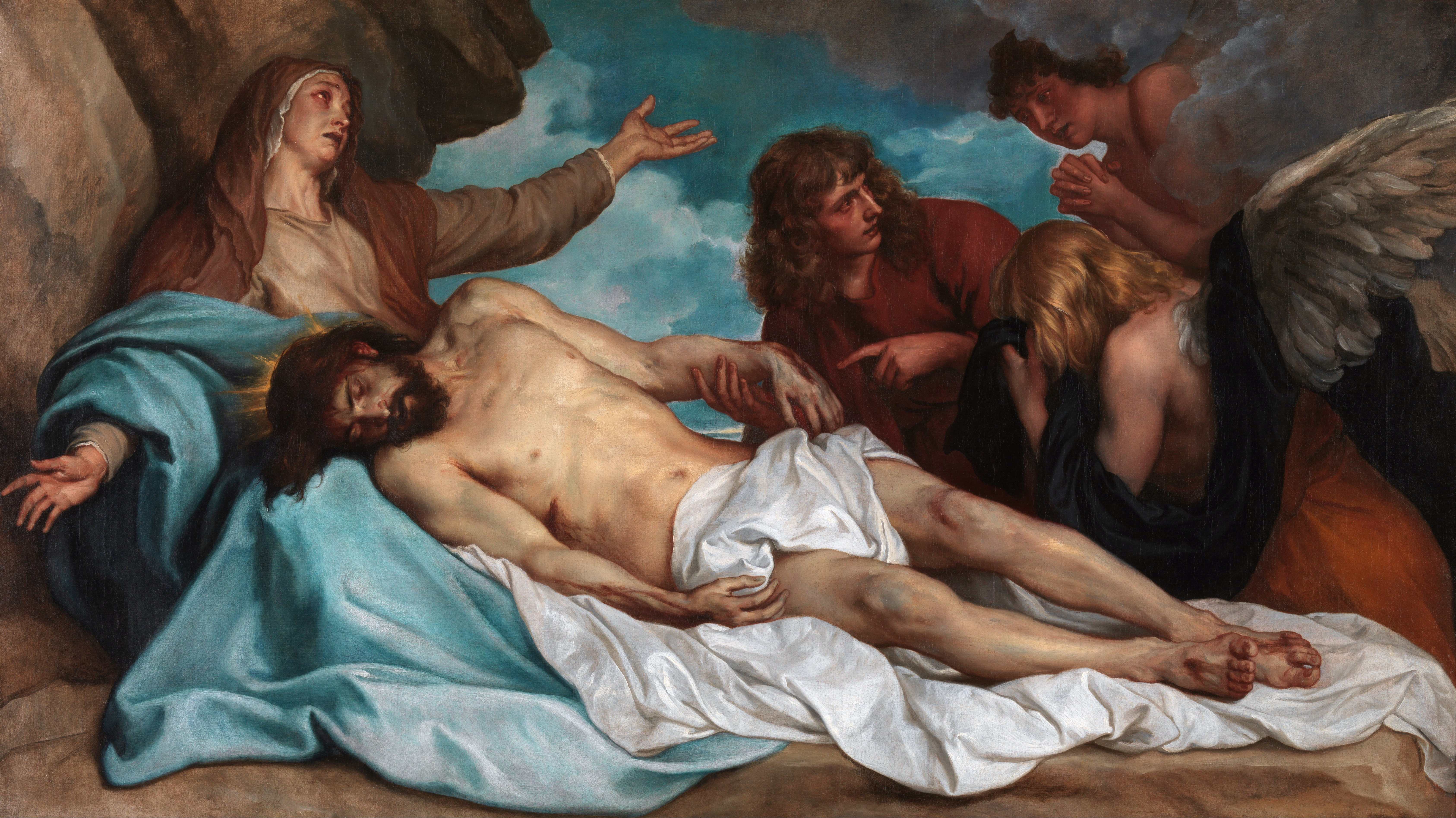
Anthonis van Dyck
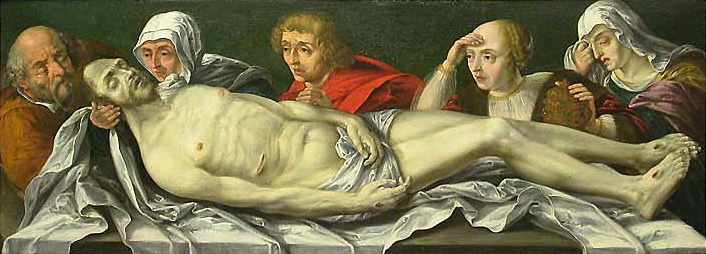
David Kindt
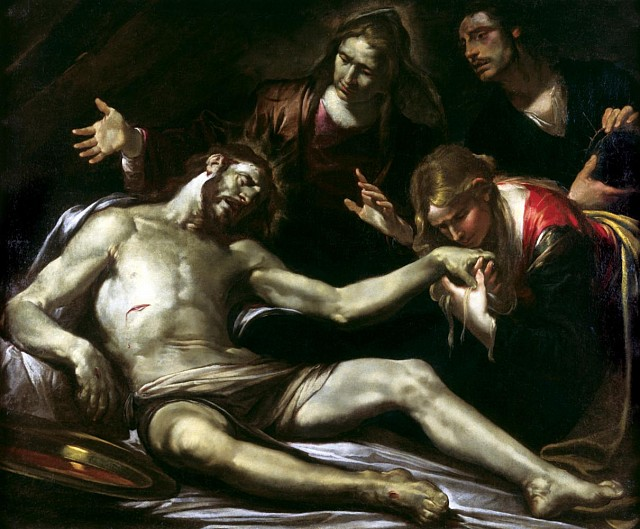
Gioacchino Assereto